# Giuseppe Colizzi
Giuseppe Colizzi (Lacio, Roma, 28 de junio de 1925 – Lacio, Roma, 23 de agosto de 1978) fue un director de cine, escritor y productor italiano.
Colizzi fue conocido por la trilogía de spaghetti western (tu perdonas...yo no, los cuatro truhanes y la colina de las botas) protagonizadas por Bud Spencer y Terence Hill, y por ser en la primera en la que los actores trabajaron juntos. 

## Filmografía[1]

### Como director y guionista
- Tu perdonas...yo no (1967)
- Los cuatro truhanes (1968)
- La colina de las botas (1969)
- ¡Más fuerte, muchachos! (1972)
- Joe y Margherito (1974)
- Switch (1979)